# 国家公務員担当大臣
イギリス政府において国家公務員担当大臣（こっかこうむいんたんとうだいじん、英語: Minister for the Civil Service）は、国王陛下の公務員に関する規定の制定を担当し、イギリス政府の政策の立案・施行を補佐する閣僚。首相が常に兼任する。

## 概要
大蔵省から国家公務員の給与・人事が新設の国家公務員省に移管された1968年11月1日に新設され、ハロルド・ウィルソンのために創設された。これは第一大蔵卿（首相が兼任） の国家公務員に関する権限が引き続き保持されることを明確にするために、首相が省のトップを兼ねるようにしたものである。
発足当初より、常に首相兼第一大蔵卿と兼務とされてきた。即ち1968年以降の歴代大臣は歴代首相と同一である。
1992年国家公務員法の規定により、大臣は他の大臣やスコットランド政府などに職務を委譲することができる。ゴードン・ブラウン首相はトム・ワトソンを「電子政府・国家公務員担当大臣」に任命している。